# Linia kolejowa nr 733
Linia kolejowa nr 733 – pierwszorzędna, jednotorowa, niezelektryfikowana linia kolejowa łącząca dawny posterunek odgałęźny Suchy Las z dawną mijanką Wielbark Las. Linia jest położona na terenie gminy Wielbark w powiecie szczycieńskim w województwie warmińsko-mazurskim.
Linia była wykorzystywana wyłącznie do prowadzenia pociągów przewożących zużyte paliwo jądrowe z elektrowni atomowych w dawnej NRD. Przejazd odbywał się na zasadach PONSZ.
Obecnie została praktycznie w całości rozkradziona przez złomiarzy.